# Primera División de baloncesto 1959-60
La temporada 1959-60 de la Liga Española de Baloncesto fue la cuarta edición de dicha competición. La formaron doce equipos, el ganador disputaría al año siguiente la Copa de Europa, mientras que los clasificados entre los puestos 8 y 11 dispurtarían una promoción de descenso teniendo en cuenta su situación regional, con objeto de equilibrar el número de equipos de diferentes zonas españolas. Comenzó el 5 de diciembre de 1959 y finalizó el 6 de marzo de 1960. El campeón fue por tercera vez el Real Madrid CF.

## Equipos participantes
| Equipo          | Sede      |
| --------------- | --------- |
| CF Barcelona    | Barcelona |
| Real Madrid CF  | Madrid    |
| Club Juventud   | Badalona  |
| CB Orillo Verde | Sabadell  |
| CB Aismalíbar   | Moncada   |
| CB Estudiantes  | Madrid    |
| RCD Español     | Barcelona |
| CD Hesperia     | Madrid    |
| CD Iberia       | Zaragoza  |
| UD Montgat      | Montgat   |
| CN Helios       | Zaragoza  |
| Canoe NC        | Madrid    |

## Clasificación
| Pos. | Equipo          | Pts. | PJ | G  | E | P  | GF   | GC   | Dif. | Clasificación o descenso           |
| ---- | --------------- | ---- | -- | -- | - | -- | ---- | ---- | ---- | ---------------------------------- |
| 1    | Real Madrid (C) | 60   | 22 | 20 | 0 | 2  | 1497 | 1047 | +450 | Clasificado para la Copa de Europa |
| 2    | Juventud        | 49   | 22 | 16 | 1 | 5  | 1298 | 1117 | +181 |                                    |
| 3    | CB Orillo Verde | 48   | 22 | 16 | 0 | 6  | 1235 | 1166 | +69  |                                    |
| 4    | Aismalíbar      | 43   | 22 | 14 | 1 | 7  | 1230 | 1065 | +165 |                                    |
| 5    | Hesperia        | 43   | 22 | 14 | 1 | 7  | 1337 | 1226 | +111 | Abandono                           |
| 6    | Barcelona       | 33   | 22 | 11 | 0 | 11 | 1383 | 1273 | +110 |                                    |
| 7    | Iberia          | 27   | 22 | 9  | 0 | 13 | 1096 | 1267 | −171 |                                    |
| 8    | Montgat         | 24   | 22 | 8  | 0 | 14 | 1132 | 1217 | −85  | Promoción de descenso              |
| 9    | Español         | 22   | 22 | 7  | 1 | 14 | 1080 | 1252 | −172 | Promoción de descenso              |
| 10   | Estudiantes     | 20   | 22 | 6  | 2 | 14 | 1146 | 1263 | −117 | Promoción de descenso              |
| 11   | Helios          | 13   | 22 | 4  | 1 | 17 | 1051 | 1355 | −304 | Promoción de descenso              |
| 12   | Real Canoe      | 10   | 22 | 3  | 1 | 18 | 1173 | 1410 | −237 | Descenso                           |

 Fuente: Linguasport
Notas:
1. ↑  El Hesperia abandona la liga al finalizar la temporada, y su plaza la ocupa el Canoe, que evita el descenso.
2. ↑  El Estudiantes evita la promoción de descenso después del abandono del Helios
3. ↑  El Helios abandona la liga, ocupando su plaza el Real Zaragoza
4. ↑  EL Real Canoe evita el descenso gracias al abandono del Hesperia

| Campeón 1959-60 |
| --------------- |
| Real Madrid     |

## Promoción de descenso
| Pos. | Equipo   | Pts. | PJ | G | E | P | GF  | GC  | Dif. | Ascenso o descenso                          |
| ---- | -------- | ---- | -- | - | - | - | --- | --- | ---- | ------------------------------------------- |
| 1    | Montgat  | 15   | 6  | 5 | 0 | 1 | 339 | 259 | +80  | Permanecen a la Liga Española de Baloncesto |
| 2    | Español  | 15   | 6  | 5 | 0 | 1 | 352 | 306 | +46  | Permanecen a la Liga Española de Baloncesto |
| 3    | Mollet   | 9    | 6  | 3 | 0 | 3 | 295 | 357 | −62  |                                             |
| 4    | Picadero | 0    | 6  | 0 | 0 | 6 | 261 | 325 | −64  |                                             |

 Fuente: Linguasport

## Máximos anotadores
| Pos. | Nombre             | Equipo         | Puntos | Partidos | Promedio |
| ---- | ------------------ | -------------- | ------ | -------- | -------- |
| 1.   | Alfonso Martínez   | CF Barcelona   | 323    | 16       | 20,19    |
| 2.   | Johnny Báez        | Real Madrid CF | 439    | 22       | 19,95    |
| 3.   | Emiliano Rodríguez | CB Aismalíbar  | 394    | 22       | 17,91    |
| 4.   | Travis Montgomery  | Real Madrid CF | 361    | 22       | 16,41    |
| 5.   | Adolfo Beneyto     | Canoe NC       | 338    | 22       | 15,36    |